# 傅繼良
傅继良（？—？）满族，直隶省宛平县（今属北京市）人。中华民国政治人物。

## 生平
1947年3月1日，傅继良任国民政府第四届立法院立法委员。1948年当选为第一届国民大会边疆代表。傅继良是中国青年党党员。